# Kirsten Bolm
Kirsten Bolm, né le 4 mars 1975 à Frechen, est une athlète allemande, pratiquant le 100 mètres haies.

## Palmarès

### Championnats du monde d'athlétisme
- Championnats du monde 2005 à Helsinki,  Finlande
  - 4e

### Championnats du monde d'athlétisme en salle
- Championnats du monde en salle 2006 à Moscou,  Russie
  - 5e

### Championnats d'Europe d'athlétisme
- Championnats d'Europe 2006 à Göteborg,  Suède
  -  Médaille d'argent du 100 mètres haies

### Championnats d'Europe d'athlétisme en salle
- Championnats d'Europe en salle 2007 à Birmingham,  Angleterre
  -  Médaille de bronze du 60 mètres haies
- Championnats d'Europe en salle 2005 à Madrid,  Espagne
  -  Médaille de bronze du 60 mètres haies
- Championnats d'Europe en salle 2002 à Vienne,  Autriche
  -  Médaille de bronze du 60 mètres haies

### Coupe du monde des nations d'athlétisme
- Coupe du monde des nations d'athlétisme 2002 à Madrid,  Espagne
  - 7e du 100 mètres haies

### Autres
- Médaille d'or du Championnat du monde 1994 à Lisbonne,  Portugal